# Миллер, Кеннет Хэйс
Кеннет Хейс Миллер (англ. Kenneth Hayes Miller; 11 марта 1876  — 1 января 1952) — американский художник, гравёр и педагог. 

## Биография
Миллер родился в Онейде, штат Нью-Йорк, учился в Лиге студентов-художников Нью-Йорка вместе Кеньоном Коксом, Генри Моубри и с Уильямом Чейзом в Нью-йоркской школе искусств . В ранний период творчества, на который повлияли картины его друга Альберта Райдера,  рисовал фигуры в фантасмагорических пейзажах. 
После 1920 года Миллер заинтересовался техникой старых мастеров — глазирования — которую он использовал для рисования современных сцен. Миллер стал особенно известен своими многочисленными картинами женщин, делающими покупки в универмагах. Искусствовед Сью Кендалл говорит: «В своих классических позах и формализованных композициях покупатели Миллера приобретают яйцевидные и столбчатые формы в колпаках и колье-колокольчиках, изучая геометрические объемы в пространстве, пытаясь заселить одну мелкую плоскость изображения».  На протяжении своей карьеры Миллер создал множество гравюр, некоторые из которых воспроизводят его живописные композиции. 
Хотя Миллер использовал традиционные методы и враждебно относился к художественному модернизму, он считал, что хорошее искусство всегда радикально по своей природе.  Будучи социалистом, он хотел, чтобы его искусство имело политическое измерение. 
Ко времени смерти Миллера в Нью-Йорке в 1952 году его творчество было почти забыто, но он был «вновь открыт» в 1970-х годах. 

## Ученики
Миллер преподавал в художественной студенческой лиге с 1911 по 1951 год.  Среди его учеников были такие художники как: Пегги Бэкон, Джордж Беллоуз, Изабель Бишоп, Арнольд Бланш, Патрик Брюс, Джон McCrady, Тельма Кадлипп, День Горация, Арнольд Фридман, Ллойд Гудрич, Рокуэлл Кент, Ясуо Куниёси, Эмма Фордайс МакРей, Эдвард Мидлтон Маниго, Реджинальд Марш, Джордж Л.К. Моррис,  Уолтер Марч, Луиза Эмерсон Роннебек, Джордж Тукер, Рассел Райт, Альберт Пелс, Уильям К. Палмер, Молли Люс, и Хелен Уинслоу Дюрки. 

## Рекомендации
1. ↑  RKDartists (нидерл.)
2. ↑  Kenneth Hayes Miller // Benezit Dictionary of Artists (англ.) — OUP, 2006. — ISBN 978-0-19-977378-7
3. ↑  Kendall M. S. Kenneth Hayes Miller // Miller, Kenneth Hayes (англ.) // Grove Art Online / J. Turner — Oxford, Basingstoke, New York City: OUP, 2017. — doi:10.1093/GAO/9781884446054.ARTICLE.T058277
4. ↑  Opitz, Glenn B, Editor, Mantle Fielding’s Dictionary of American Painters, Sculptors & Engravers, Apollo Book, Poughkeepsie NY, 1986
5. ↑  Phillips Collection Архивная копия от 10 июля 2018 на Wayback Machine retrieved December 17, 2009
6. 1 2 3 4 5  Kendall, M. Sue, "Kenneth Hayes Miller", Oxford Art Online, retrieved June 4, 2012
7. 1 2  Scott, William B., and Peter M. Rutkoff (1999). New York Modern: the Arts and the City. Baltimore: Johns Hopkins University Press. p. 116.
8. ↑  George Morris on AskArt.com. Дата обращения: 6 июля 2019. Архивировано 1 января 2019 года.